# 의성북부초등학교
의성북부초등학교는 대한민국 경상북도 의성군에 있는 초등학교다.

## 학교 연혁
- 1949년 8월 25일 의성북부국민학교 설립 인가
- 1949년 9월 1일 의성북부국민학교 개교 및 2학급 편성
- 1950년 4월 7일 현 교사로 이전
- 1954년 3월 25일 제1회 졸업(71명)
- 1956년~1995년 연구시범학교(도지정 4회, 군지정 12회)
- 1996년 3월 1일 의성북부초등학교 개편
- 1999년 3월 1일 군지정 영어교육 시범학교
- 2003년 3월 1일 군지정 야생화 시범학교
- 2004년 2월 2일 경영실적 우수교 표창(교육장)
- 2006년 1월 26일 교육실적 우수교 표창(교육장)
- 2007년 2월 2일 경영실적 우수교 표창(교육장)
- 2011년 12월 22일 과학교육 우수교 표창(교육장)
- 2014년 3월 1일 5(1)학급 편성
- 2014년 3월 1일 제24대 권영주 교장 부임
- 2014년 3월 1일 교육부 요청 경상북도교육청 지정 시범학교 운영(1년)
- 2015년 2월 13일 제62회 졸업(남 3명, 여 3명/졸업생 총수 5,240명)